# 懷特克勞德 (密蘇里州)
懷特克勞德（英語：White Cloud）是位於美國密蘇里州希科里縣的非建制地區。

## 地理
懷特克勞德所處的海拔為高於海平面301米（即988英呎），而該地所採用的時區為UTC-6，即北美中部時區（CST）。同時該地設有夏令時間，為UTC-6調快一小時，即UTC-5（CDT）。